# Balbou
Balbou est une localité située dans le département de Namissiguima de la province du Sanmatenga dans la région Centre-Nord au Burkina Faso. 

## Géographie
Balbou se trouve à 20 km au sud de Namissiguima, le chef-lieu du département, à environ 30 km au sud-ouest de Barsalogho, à 30 km à l'est de Kongoussi et à environ 40 km au nord-ouest de Kaya, la capitale régionale. Par ailleurs, le village est à 7 km au nord de Basnéré et de la route nationale 15 reliant Kongoussi à Kaya.

## Économie
L'économie du village est exclusivement basée sur l'agro-pastoralisme.

## Éducation et santé
Le centre de soins le plus proche de Balbou est le centre de santé et de promotion sociale (CSPS) de Namissiguima tandis que le centre médical avec antenne chirurgicale (CMA) de la province se trouve à Barsalogho et que le centre hospitalier régional (CHR) est à Kaya. 
Balbou possède un centre d'alphabétisation.